# فینال جام لیگ‌ها ۲۰۲۳
فینال جام لیگ‌ها ۲۰۲۳ آخرین بازی سومین دوره جام لیگ‌ها بود، یک تورنمنت فوتبال که بین باشگاه‌های لیگ برتر ایالات متحده آمریکا (ام‌ال‌اس) و لیگ مکزیک برگزار می‌شد. این مسابقه در ۱۹ اوت ۲۰۲۳ در ورزشگاه ژئودیس پارک در نشویل، تنسی، ایالات متحده برگزار شد. این مسابقه توسط نشویل (میزبان) و اینتر میامی برگزار شد.
فینال با نتیجه ۱–۱ مساوی شد و اینتر میامی در ضربات پنالتی، اولین قهرمانی خود در جام لیگ‌ها را جشن گرفت.

## مسیر تا فینال
جام لیگ‌ها یک تورنمنت سالانه فوتبال بین باشگاه‌های لیگ برتر ایالات متحده آمریکا (ام‌ال‌اس) برای ایالات متحده آمریکا و کانادا و لیگ مکزیک برای مکزیک است. نسخه ۲۰۲۳، سومین دوره در تاریخ مسابقات، اولین نسخه‌ای بود که به ۴۷ تیم از دو لیگ گسترش یافت. ام‌ال‌اس و لیگ مکزیک هر دو فصل عادی خود را در طول مدت جام لیگ‌ها متوقف کردند، که با مرحله گروهی در اواسط ژوئیه آغاز شد و با فینال در اواسط اوت به پایان رسید. کل مسابقات در ایالات متحده و کانادا برگزار شد. هر دو فینالیست برای جام قهرمانان کونکاکاف ۲۰۲۴ واجد شرایط شدند.
هر دو فینالیست، نشویل و اینتر میامی، به عنوان تیم‌های توسعه دهنده در فصل ۲۰۲۰ وارد ام‌ال‌اس شدند. جدیدترین دیدار از شش دیدار فصل عادی آنها در ۱۷ مه ۲۰۲۳ بود که نشویل میزبان آن بود و ۲–۱ پیروز شد. شش روز بعد، دو طرف دوباره در دور یک‌هشتم نهایی جام آزاد ایالات متحده آمریکا، که اینتر میامی میزبانی کرد و ۲–۱ پیروز شد، دیدار کردند. تنها باشگاه قبلی ایالات متحده آمریکا که در فینال جام لیگ‌ها بازی کرده بود سیاتل ساندرز بود که در نسخه ۲۰۲۱ شکست خورد. آخرین تورنمنت بین‌المللی که دو فینالیست آمریکایی در آن حضور داشتند، سوپرلیگا آمریکای شمالی در سال ۲۰۰۸ بود.

### نشویل

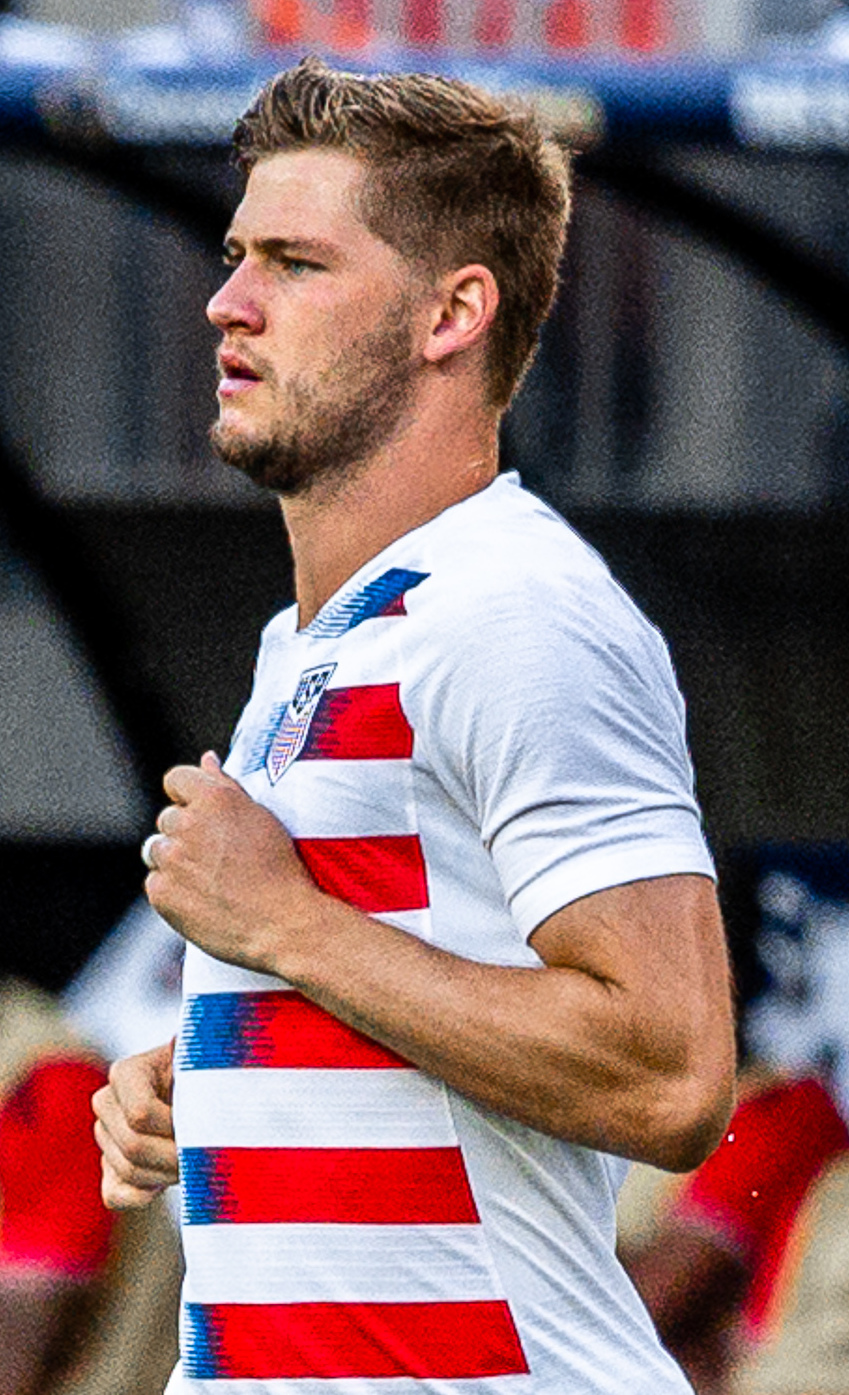
واکر زیمرمن، کاپیتان نشویل

نشویل برای پلی آف جام ام‌ال‌اس در سه فصل اول خود در لیگ واجد شرایط بود و تا مرحله یک‌چهارم نهایی جام آزاد ایالات متحده آمریکا پیش رفت، اما هیچ جامی کسب نکرده بود. این تیم در جدول رده بندی فصل عادی ۲۰۲۲ دهم شد و در گروه مرکز ۴ در کنار تولوکا و کلرادو رپیدز قرار گرفت. قبل از تعطیلی لیگ برای جام لیگ‌ها، نشویل در مسابقات جام حامیان پنجم بود اما پنج بازی از شش بازی اخیر خود را شکست داده بود.
در بازی ابتدایی خود در برابر کلرادو، نشویل با گل‌های هانی مختار و جیکوب شافلبورگ تعویضی در نیمه دوم ۲–۱ پیروز شد. این تیم در نیمه اول بازی خود مقابل تولوکا دو بار برتری خود را به دست آورد و از دست داد، که شامل یک پنالتی در وقت‌های تلف شده توسط کمک‌داور ویدئویی بود. تولوکا ۳ گل را در نیمه دوم به ثمر رساند و ۴–۳ پیروز شد. نشویل پس از باخت ۴–۱ کلرادو مقابل تولوکا، در گروه خود دوم شد و به مرحله حذفی صعود کرد.
آنها با غلبه بر سینسیناتی و آمریکا در ضربات پنالتی به مرحله یک‌چهارم نهایی رسیدند، جایی که ۵–۰ مقابل مینه‌سوتا یونایتد پیروز شدند. سپس نشویل مونتری را ۲–۰ در نیمه نهایی شکست داد؛ مونتری بیش از ۷،۶۰۰ مایل (۱۲،۲۰۰ کیلومتر) را در طول مسابقات طی کرده بود، که رئیس باشگاه شکایت کرد که این مزیتی ناعادلانه برای تیم‌های ام‌ال‌اس بود.

### اینتر میامی

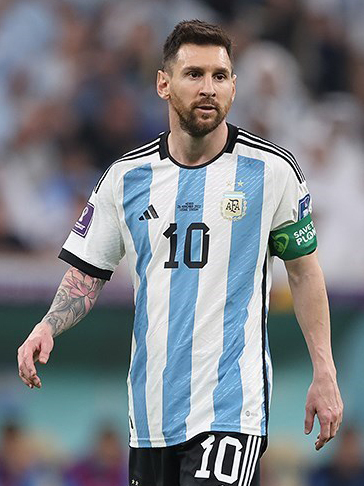
لیونل مسی اولین حضور خود را برای اینتر میامی در جام لیگ ۲۰۲۳ انجام داد

اینتر میامی در سال ۲۰۲۰ به عنوان یک تیم گسترش دهنده وارد ام‌ال‌اس شد. این تیم در جدول رده بندی فصل عادی ۲۰۲۲ دوازدهم شد و در گروه جنوب ۳ قرار گرفت. قبل از تعطیلات جام لیگ‌ها، میامی با ۱۸ امتیاز در ۲۲ بازی و در ۱۱ بازی بدون برد در انتهای کنفرانس شرق در بازی‌های فصل عادی قرار داشت. در طول پنجره نقل و انتقالات تابستانی ۲۰۲۳، باشگاه با لیونل مسی، سرخیو بوسکتس و جوردی آلبا، همه بازیکنان سابق باشگاه بارسلونا و از بهترین‌های جهان، قرارداد امضا کرد. سرمربی تیم، فیل نویل در ۱ ژوئن اخراج شد و به طور موقت با دستیار خاویر مورالس جایگزین شد تا اینکه خراردو "تاتا" مارتینو در ژوئیه به تیم ملحق شد.
اینتر میامی در اولین بازی خود در جام لیگ‌ها مقابل کروز آزول با یک گل پیروزی از ضربه ایستگاهی در وقت‌های تلف شده، که مسی در اولین حضورش برای این باشگاه به ثمر رساند، ۲–۱ پیروز شد. سپس این تیم در مقابل آتلانتا یونایتد با دو گل مسی و رابرت تیلور ۴–۰ پیروز شد و در صدر گروه جنوب ۳ قرار گرفت. اینتر میامی در خانه ماند تا با رقیب داخلی، اورلاندو سیتی در یک‌شانزدهم نهایی دیدار کند و با دو گل مسی ۳–۱ پیروز شد. اولین بازی خارج از خانه این تیم در مسابقات، مقابل دالاس در مرحله یک‌هشتم نهایی، در وقت قانونی ۴–۴ مساوی شد و در ضربات پنالتی، اینتر میامی ۵–۳ پیروز شد و به مرحله یک‌چهارم نهایی صعود کرد و در آنجا شارلوت را ۴–۰ شکست داد. در نیمه نهایی، اینتر میامی با گل‌های جوزف مارتینز، مسی، آلبا و داوید رویز، ۴–۱ در مقابل فیلادلفیا یونیون پیروز شد.
در طول شش بازی خود در جام لیگ‌ها، اینتر میامی ۲۱ گل به ثمر رساند؛ یک گل کمتر از ۲۲ بازی فصل عادی خود قبل از ورود مسی. مسی با ۹ گل، دو گل بیشتر از بونگوکوهله هلونگوان، به عنوان برترین گلزن مسابقات وارد فینال شد.

### خلاصه نتایج
| رتبه | تیم          | بازی | امتیاز |
| ---- | ------------ | ---- | ------ |
| ۱    | تولوکا       | ۲    | ۶      |
| ۲    | نشویل        | ۲    | ۳      |
| ۳    | کلرادو رپیدز | ۲    | ۰      |

| رتبه | تیم             | بازی | امتیاز |
| ---- | --------------- | ---- | ------ |
| ۱    | اینتر میامی     | ۲    | ۶      |
| ۲    | کروز آزول       | ۲    | ۲      |
| ۳    | آتلانتا یونایتد | ۲    | ۱      |

## ورزشگاه
فینال جام لیگ‌ها در ژئودیس پارک، یک ورزشگاه ۳۰،۰۰۰ نفری در نشویل، تنسی برگزار شد. این ورزشگاه بزرگترین محل برگزاری مسابقات فوتبال در ایالات متحده آمریکا است و نشویل از آن بهره می‌برد که به دلیل رتبه بالاتر در جدول رده بندی جام حامیان ۲۰۲۲ میزبانی می‌کند. فروش بلیط برای فینال با دسترسی دارندگان بلیط فصلی در صبح روز ۱۶ اوت و عموم مردم در بعد از ظهر آغاز شد. در پایان روز، فروش مجدد بلیط در تیکت‌مستر و بازارهای ثانویه از ۴۸۴ تا ۱۲،۰۰۰ دلار متغیر بود.

## مسابقه

### جزئیات
| نشویل                                                                                       | ۱–۱   | اینتر میامی                                                                             |
| ------------------------------------------------------------------------------------------- | ----- | --------------------------------------------------------------------------------------- |
| - پیکالت ۵۷'                                                                                | گزارش | - مسی ۲۳'                                                                               |
| ضربات پنالتی                                                                                |       |                                                                                         |
| - مختار - لیل - گودوی - زیمرمن - سوریج - مور - لوویتس - مک‌ناتون - دیویس - شافلبورگ - پانیکو | ۹–۱۰  | - مسی - بوسکتس - کامپانا - میلر - اولوا - کریوتسوف - آلبا - گومز - رویز - یدلین - کلندر |

| نشویل | اینتر میامی |

| GK           | ۳۰ | الیوت پانیکو    |     |     |
| RB           | ۱۸ | شک مور          |     |     |
| CB           | ۲۵ | واکر زیمرمن (ک) |     |     |
| CB           | ۳  | لوکاس مک‌ناتون   |     |     |
| LB           | ۲  | دنیل لوویتس     |     |     |
| RM           | ۱۹ | الکس مویل       |     | '۸۲ |
| CM           | ۶  | دکس مکارتی      |     | '۷۲ |
| CM           | ۲۰ | انیبال گودوی    | '۵۴ |     |
| LM           | ۷  | فافا پیکالت     |     | '۷۲ |
| CF           | ۹  | سم سوریج        |     |     |
| CF           | ۱۰ | هانی مختار      |     |     |
| نیمکت‌نشینان: |    |                 |     |     |
| GK           | ۱  | جو ویلیس        |     |     |
| GK           | ۶۷ | بن مارتینو      |     |     |
| DF           | ۵  | جک ماهر         |     |     |
| DF           | ۱۶ | لائورنس وایک    |     |     |
| DF           | ۲۲ | جاش بائور       |     |     |
| DF           | ۲۳ | تیلور واشینگتن  |     |     |
| MF           | ۸  | رندال لیل       |     | '۸۲ |
| MF           | ۲۶ | لوک هاکنسون     |     |     |
| MF           | ۲۷ | برایان آنونگا   |     |     |
| MF           | ۵۴ | شان دیویس       |     | '۷۲ |
| FW           | ۱۲ | تیل بانبری      |     |     |
| FW           | ۱۴ | جیکوب شافلبورگ  |     | '۷۲ |
| سرمربی:      |    |                 |     |     |
| گری اسمیت    |    |                 |     |     |

| GK             | ۱  | دریک کلندر       |     |     |
| RB             | ۲  | دآندره یدلین     |     |     |
| CB             | ۲۷ | سرگئی کریوتسوف   |     |     |
| CB             | ۳۱ | کمال میلر        |     |     |
| LB             | ۱۸ | جوردی آلبا       |     |     |
| DM             | ۵  | سرخیو بوسکتس     |     |     |
| CM             | ۳۰ | بنجامین کرماسچی  |     | '۶۸ |
| CM             | ۳  | دیکسون آرویو     |     | '۸۱ |
| RW             | ۱۰ | لیونل مسی (ک)    |     |     |
| CF             | ۱۷ | جوزف مارتینز     |     | '۶۸ |
| LW             | ۱۶ | رابرت تیلور      |     | '۸۱ |
| نیمکت‌نشینان:   |    |                  |     |     |
| GK             | ۲۹ | سی‌جی دوس سانتوس  |     |     |
| GK             | ۹۹ | کول جنسن         |     |     |
| DF             | ۴  | کریستوفر مک‌وی    |     |     |
| DF             | ۶  | توماس آویلس      |     |     |
| DF             | ۲۰ | هاروی نویل       |     |     |
| DF             | ۳۲ | نوآه آلن         |     |     |
| MF             | ۸  | دیگو گومز        |     | '۶۸ |
| MF             | ۱۱ | فاکوندو فاریاس   |     |     |
| MF             | ۱۳ | ویکتور اولوا     | '۸۹ | '۸۱ |
| MF             | ۴۱ | دیوید رویز       |     | '۸۱ |
| FW             | ۹  | لئوناردو کامپانا |     | '۶۸ |
| FW             | ۱۹ | رابی رابینسون    |     |     |
| سرمربی:        |    |                  |     |     |
| خراردو مارتینو |    |                  |     |     |

| بهترین بازیکن بازی: دریک کلندر (اینتر میامی) کمک داوران: کوری پارکر (ایالات متحده آمریکا) کایل اتکین (ایالات متحده آمریکا) داور چهارم: پیر-لوک لاوزیر (کانادا) کمک داور ویدئویی: اسکار ماسیاس رومو (مکزیک) کمک کمک‌داور ویدئویی: ویکتور ریواس (ایالات متحده آمریکا) | قوانین بازی - ۹۰ دقیقه - ۳۰ دقیقه وقت اضافه در صورت نیاز - دوازده نیمکت‌نشین - حداکثر ۵ تعویض در ۳ نوبت؛ تعویض‌های بر اثر مصدومیت حساب نمی‌شوند. |

## بعد از مسابقه
به عنوان برنده فینال جام لیگ‌ها، اینتر میامی ۲ میلیون دلار جایزه به دست آورد و مستقیماً به مرحله یک‌هشتم نهایی جام قهرمانان کونکاکاف ۲۰۲۴ راه یافت. دریک کالندر، دروازه‌بان میامی به دلیل سیوهای خود و ضربه پنالتی تعیین کننده در ضربات پنالتی، بهترین بازیکن مسابقه شد. لیونل مسی بهترین بازیکن تورنمنت و همچنین با ۱۰ گل، برترین گلزن مسابقات شد. جام لیگ‌ها چهل و چهارمین جام در دوران حرفه‌ای او بود که رکورد پرافتخارترین بازیکن تاریخ را به نام خود ثبت کرد.